# Kevin Keelan
Kevin Damien Keelan (* 5. Januar 1941 in Kalkutta, British Raj) ist ein ehemaliger englischer Fußballtorhüter und -trainer.

## Sportlicher Werdegang
Nach der Rückkehr Keelans Familie aus der indischen Kronkolonie, wo sein Vater seinen Wehrdienst ableistete, begann er Mitte der 1950er Jahre seine Vereinskarriere im Nachwuchs der Kidderminster Harriers. 1958 schloss er sich der Jugendabteilung von Aston Villa an, wo er 1960 im Erwachsenenbereich debütierte. Ebenso wie beim Viertdivisionär Stockport County, wo er 1961 kurzzeitig spielte, konnte er sich nicht durchsetzen und kehrte daher zu den Kidderminster Harriers in den Non-League football zurück. Anfang 1962 startete Keelan beim Viertligisten AFC Wrexham einen neuen Versuch im Profifußball und konnte sich als Stammtorhüter etablieren. Am Ende der Spielzeit 1961/62 stieg er mit dem Klub in die in der Third Division auf und wurde nach einer Spielzeit vom Zweitligisten Norwich City abgeworben. Hier wurde er zu einer der prägenden Figuren der nächsten anderthalb Jahrzehnte, die über 500 Meisterschaftsspiele für die Canaries bestritt. Dabei schaffte er mit dem Klub am Ende der Spielzeit 1971/72 den erstmaligen Aufstieg in die höchste Spielklasse Englands. Unter Trainer Ron Saunders stand er an der Seite von Jim Blair, David Cross, Doug Livermore, Clive Payne und Dave Stringer im Finalspiel im Wettbewerb um den League Cup 1972/73, das nach einem Treffer von Ralph Coates gegen Tottenham Hotspur mit 0:1 verloren ging. Im Wettbewerb um den Texaco Cup 1972/73 spielte er mit der Mannschaft gegen Ipswich Town um den Titel, mit zwei 1:2-Niederlagen wurde auch hier der Titel verpasst. Während der Klub in den folgenden Jahren zwischen erster und zweiter Spielklasse pendelte, erreichte er im Wettbewerb um den League Cup 1974/75 abermals ein Finalspiel, dieses endete gegen seinen Ex-Klub Aston Villa erneut mit einer 0:1-Niederlage – Ray Graydon überwand ihn im Wembley-Stadion entscheidend zehn Minuten vor Spielende.
Während der Sommerpausen in England lief Keelan zwischen 1978 – in der NASL-Spielzeit 1978 gehörte er neben unter anderem Carlos Alberto, Franz Beckenbauer und seinen Landsmännern Rodney Marsh sowie Trevor Francis zum All-Star-Team – und 1980 regelmäßig in der North American Soccer League für die New England Tea Men auf, die nach Ende der NASL-Spielzeit 1980 aufgelöst wurden. Im Sommer 1980 verließ er dabei endgültig Norwich City, später lief er für den Nachfolgeverein Jacksonville Tea Men im US-amerikanischen Indoor-Fußball auf. 1981 stand er für die Tampa Bay Rowdies als spielender Assistenztrainer auf dem Feld, nach dem Rücktritt Gordon Jagos im folgenden Jahr war er kurzzeitig Interimstrainer. Er blieb anschließend in den Vereinigten Staaten und war dort unter anderem an der University of Tampa Torwarttrainer der Hochschulmannschaft. 1997 holte John Kowalski ihn als Torwarttrainer zum Major-League-Soccer-Klub Tampa Bay Mutiny.
| Personendaten    | Personendaten                             |
| ---------------- | ----------------------------------------- |
| NAME             | Keelan, Kevin                             |
| ALTERNATIVNAMEN  | Keelan, Kevin Damien (vollständiger Name) |
| KURZBESCHREIBUNG | englischer Fußballspieler und -trainer    |
| GEBURTSDATUM     | 5. Januar 1941                            |
| GEBURTSORT       | Kalkutta, British Raj                     |